# Zaal de Géorgie
Zaal de Géorgie est un prince géorgien du XVe siècle de la dynastie Bagration.
Fils cadet du roi Alexandre Ier le Grand et de son épouse, Thamar d'Iméréthie, Zaal est nommé co-roi de Géorgie à sa naissance qui se produit probablement en 1425 ou en 1428 selon les sources. Toutefois, d'autres sources précisent qu'il ne est co-roi que de 1433 à 1442.

## Sources
- Cyrille Toumanoff, Les dynasties de la Caucasie chrétienne de l'Antiquité jusqu'au XIXe siècle : Tables généalogiques et chronologiques, Rome, 1990, p. 139-140.